# Dicladosoma etheridgei
Dicladosoma etheridgei är en mångfotingart som beskrevs av Henri W. Brölemann 1913. Dicladosoma etheridgei ingår i släktet Dicladosoma och familjen orangeridubbelfotingar. Inga underarter finns listade i Catalogue of Life.